# Джейн Маккрі
Джейн Маккрі (англ. Jane McCrea; нар. 1752 — 27 липня 1777) —американка, яку вбив індіанський воїн, що працював разом з кампанією британської армії під командуванням Джона Бергойна під час Війни за незалежність США. Заручившись з офіцером-лоялістом, який служив під командуванням Бергойна, її смерть викликала широке обурення в Тринадцяти колоніях і була використана патріотами як частина їхньої антибританської пропагандистської кампанії.
Народившись у Бедмінстері, Нью-Джерсі, Маккрі переїхала до Саратоги, Нью-Йорк, де заручилася з Девідом Джонсом, лоялістом. Коли почалася Війна за незалежність, Джонс утік до Квебеку, а брати Маккрі розділили свою лояльність між британцями та патріотами. Під час Саратогської кампанії 1777 року Маккрі покинула дім свого брата, щоб приєднатися до Джонса, який дислокувався у форті Тікондерога. Під час перебування у Форт-Едварді Маккрі була викрадена, вбита і скальпована групою індіанських воїнів.
Отримавши повідомлення про інцидент, Бергойн спробував покарати винного, але його відмовили це зробити. Про її смерть широко повідомляли в Тринадцяти колоніях; історики та журналісти часто прикрашали цей інцидент. Вбивство Маккрі також надихнуло американців на опір британцям, сприяючи провалу кампанії в Саратозі. Життя та смерть Маккрі з часом стали частиною американського фольклору, про неї пишуть пантоміми, вірші, народні пісні та романи. Її тіло ексгумували багато разів після її смерті.

## Біографія
Джейн Маккрі народилася в Бедмінстері, штат Нью-Джерсі, як одна з молодших дітей у великій родині преподобного. Джеймс Маккрі. Після того, як її мати померла, а батько одружився вдруге, Маккрі переїхала до свого брата Джона, який жив поблизу Саратоги, Нью-Йорк, де вона згодом заручилася з Девідом Джонсом. Коли почалася Війна за незалежність США, двоє її братів приєдналися до Континентальної армії, а троє інших стали лоялістами, а її наречений втік до Квебеку, який перебував під контролем Британії. Влітку 1777 року, коли кампанія офіцера британської армії Джона Бергойна наблизилася до річки Гудзон, Джон (який на той час служив полковником у міліції округу Олбані) вступив на службу в 13-й полк міліції округу Олбані. Джонс, в свою чергу, служив лейтенантом у загоні лоялістів, який супроводжував експедицію Бергойна, і був розміщений у форті Тікондерога після того, як британці захопили його в американців.
Приблизно в той же час Маккрі покинула дім свого брата, щоб приєднатися до свого нареченого у форті Тікондерога. Зрештою вона досягла форт-Едварду в липні 1777 року. Маккрі зупинився в будинку лоялістки Сари Макнейл, яка була двоюрідною сестрою офіцера британської армії Саймона Фрейзера. Вранці 27 липня група корінних американців на чолі з воїном-вайандотом, відомим як Ле Лу або Пантера Віандот, напала на Форт-Едвард. Вони вбили поселенця та його сім’ю, потім влаштували засідку та вбили лейтенанта Тобіаса Ван Вехтена (який служив під керівництвом Джона Маккрі) та чотирьох інших. Те, що сталося далі, є предметом суперечки; відомо лише те, що Джейн Маккрі та Сара Макніл були викрадені індіанцями та розлучені. Зрештою Макніл було доставлено до табору Бергойна, де або вона, або Девід Джонс впізнали нібито характерний скальп Маккрі, який ніс індіанський воїн.
Одну з розповідей про смерть Маккрі дав британський дослідник Томас Енбері. Анбері стверджував, що двоє індіанських воїнів, серед них Ле Лу, супроводжували Маккрі до табору Бергойна, коли вони почали сваритися через очікувану винагороду за те, щоб привезти її туди. Потім один із пари вбив і скальпував її, а Ле Лу в кінцевому підсумку отримав скальп. Анбері також стверджував, що її забрали проти її волі, хоча він зазначив, що також були чутки, що її супроводжують на прохання її нареченого. Друга розповідь про її смерть, наведена Ле Лу під час допиту британцями, полягала в тому, що Маккрі була вбита американськими військами, дислокованими у форті Едвард, які стріляли по атакуючим корінним американцям під час відступу. Історик Джеймс Фінні Бакстер підтримав другу думку у своїй праці «Британське вторгнення з півночі» (1887), де він стверджував, що ексгумація її тіла виявила лише кульові поранення, а не поранення від томагавків. Історики Салема, штат Нью-Йорк, писали в 1896 році: «Джейн Маккрі відвідала місіс Макнейл, Форт Едвард. Перебуваючи вдома у місіс. На будинок Макніла напала група індіанців. Джейн і місіс Макнейла жорстоко схопили й винесли, а Джейн посадили на коня місіс. Макніла тягнуть за собою пішки. Індіанців гаряче переслідувала група американців із форту, які час від часу стріляли з рушниць у втікачів, що летіли. Джейн була прострелена однією з цих блукаючих куль, і, впавши з коня, один із викрадачів її скальпував і залишив мертвою на землі» Про смерть Маккрі також повідомив американський хірург Джон Бартлетт, який стверджував, що Маккрі та Макніл були доставлені індіанцями до табору Бергойна, де Маккрі був застрелена і скальпована. 

## Реакція на смерть Маккрі

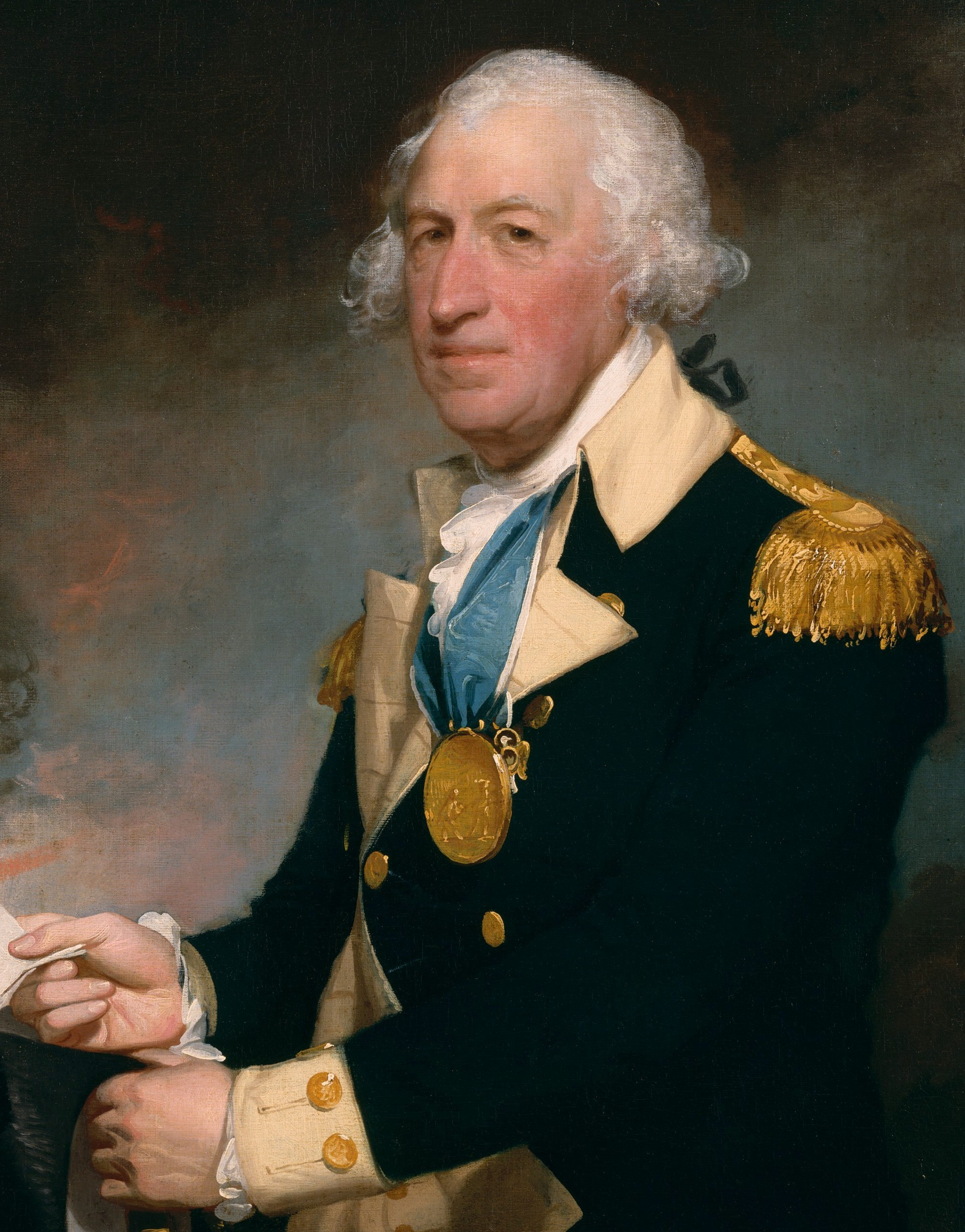
Відповідь Гораціо Гейтса на лист від Бергойна, в якому згадувалося про смерть Маккрі, була «широко передрукована».

Коли Бергойн отримав звістку про смерть Маккрі, він пішов до табору індіанських воїнів, які супроводжували його експедицію, і наказав доставити йому винуватця, погрожуючи стратою. Сімор Фрейзер і перекладач Люк де ла Корн повідомили Бергойну, що такий вчинок призведе до втечі всіх індіанських воїнів із його експедиції та може спонукати їх до помсти, коли вони повертатимуться на північ. Бергойн поступився, і проти корінних американців не було вжито жодних заходів щодо цього інциденту.

Звістка про смерть Маккрі відносно швидко облетіла Тринадцять колоній за стандартами того часу. Новини про її смерть були опубліковані в Пенсільванії 11 серпня і у Вірджинії 22 серпня. Розповіді про її смерть ставали все більш перебільшеними, коли вони подорожували, стверджуючи, що корінні американці вчиняли безладні вбивства лоялістів і патріотів. Кампанія Бергойна мала на меті використати корінних американців як засіб залякування колоністів; однак реакція американців на цю новину була не такою, на яку він сподівався. Зусилля патріотичної пропаганди отримали поштовх після того, як Бергойн написав листа офіцеру Континентальної армії Гораціо Гейтсу, скаржачись на поводження американців з військовополоненими, захопленими в битві при Беннінгтоні 17 серпня. Відповідь Гейтса була широко передрукована:
Те, що дикуни Америки у своїй війні скальпують і скальпують нещасних в’язнів, які потрапляють до їхніх рук, не є ані новим, ані надзвичайним; але що знаменитий генерал-лейтенант Бергойн, в якому прекрасний джентльмен поєднується з солдатом і вченим, повинен найняти дикунів Америки, щоб скальпувати європейців і нащадків європейців, більше того, що він повинен заплатити ціну за кожне скальпування, так що по-варварськи захоплений, більше, ніж вважають в Англії. [. . . ] Міс МакКрей, прекрасна на вигляд молода леді, доброчесного характеру та доброзичливої вдачі, заручена вийти заміж за офіцера вашої армії, [...] була віднесена в ліс, і там скальпована та понівечена в найжахливіший спосіб. спосіб [...] 
Звіти про її смерть детально розповідали про гадану красу Маккрі, описуючи її як «прекрасну вдачу, таку витончену в манерах і настільки розумну в рисах обличчя, що вона була улюбленицею всіх, хто її знав», і що її волосся «було надзвичайної довжини». і краса, вимірюючи аршин і чверть». Одним із небагатьох сучасних розповідей про цей інцидент від тих, хто дійсно бачив її особисто, був Джеймс Вілкінсон, який описав її як «сільську дівчину з чесної родини в умовах посередності, без краси та досягнень». Пізніші звіти часто прикрашали деталі; історик Річард Кетчум зазначає, що колір її волосся був описаний як будь-який від чорного до світлого і рудого; він також цитував дослідження 1840-х років нібито пасма її волосся, яке описало його як "рудувате". 
Її смерть та смерть інших під час подібних рейдів надихнули американців на опір експедиції Бергойна, сприяючи його поразці в битвах під Саратогою. Ефект посилився, оскільки повідомлення про інцидент використовувалися як пропаганда для збудження симпатій патріотів пізніше під час війни, особливо перед експедицією Саллівана 1779 року.  Девід Джонс, очевидно, засмучений цим інцидентом, так і не одружився і оселився в Британській Північній Америці як лояльний член Об’єднаної імперії .  Історія згодом стала частиною американського фольклору. Анонімний поет написав «The Ballad of Jane McCrea», яка була покладена на музику і стала популярною народною піснею. У Філадельфії в 1799 році Цирк Ріккетса показав «Смерть міс Маккрі», пантоміму, написану в співавторстві з Джоном Дурангом; художник Джон Вандерлін написав зображення її смерті в 1805 році. У пам'ять про її смерть у форті Едвард і поблизу нього встановлено кілька знаків.  

## Ексгумації
Останки Маккрі тричі переміщували. Перший раз у 1822 році, а другий – у 1852 році, коли їх перенесли на кладовище Союзу у Форт-Едварді. Її тіло знову ексгумували в 2003 році в надії розгадати таємницю її смерті. Несподівано в могилі знайшли два тіла — Маккрі та Сари Макнейл. У 1822 році останки Маккрі були поміщені на могилу Макнейл (яка померла у 1799 році природною смертю). Обидва скелети були в основному цілі, хоча черепа Маккрі не було, можливо, через повідомлення про грабунки могил у 19 столітті. Тіла були знову ексгумовані в 2005 році для подальшого аналізу, а потім перепоховані в окремих могилах. 

## Коментар
1. ↑  У деяких джерелах зустрічається прізвища McCrae і MacCrae.

## Читайте також
- Cooper, James Fenimore (1889). The Last of the Mohicans. New York: Appleton. OCLC 9088008.